# 5206 Kodomonomori
5206 Kodomonomori (1988 ED) là một tiểu hành tinh vành đai chính được phát hiện ngày 7 tháng 3 năm 1988 bởi Y. Oshima ở Gekko.